# Vito Marletta
Vito Marletta (Portici, 17 settembre 1968 – Milano, 27 agosto 2016) è stato un cantautore e musicista italiano.

## Biografia
Vito Marletta nasce a Portici il 17 settembre del 1968, ma cresce a Pontecagnano Faiano, sua città di adozione. Comincia da subito ad esprimere attitudine musicale, componendo e presentando dal vivo i suoi primi brani. A soli vent'anni, inizia una collaborazione artistica con il musicista e produttore Gianfranco Caliendo, all'epoca frontman, voce solista, chitarrista e autore de Il Giardino dei Semplici.
Nel 1989 è finalista con la canzone "Niente da fare" al Festival di Castrocaro, condotto da Fabrizio Frizzi in diretta su Rai Uno. Nel 1995 arriva in finale anche al Premio Rino Gaetano (Spazio D'Autore) con la canzone "Sarà vero Sarajevo", in cui è trattato il tema della guerra. Nel 1996 gareggia all'Antifestival di Bordighera con "Lettera a Dario", un brano che gli fa conquistare la vittoria e la partecipazione di diritto a Sanremo Giovani. Sarà proprio lì che Marletta si guadagnerà il secondo posto con la canzone "I poeti non cambiano". Come tutte le altre canzoni presentate in precedenza, il brano è scritto da Caliendo e Marletta. L'anno dopo partecipa quindi al Festival di Sanremo 1997 con "Innamorarsi è", canzone scritta da Caliendo e Marletta con la collaborazione di Franco Marino e Dora Vuolo-Famiglietti. Il brano darà il titolo al primo album del cantautore, interamente scritto con Caliendo, prodotto da Piero Colasanti e pubblicato dalla Virgin Records (sottoetichetta: Gipsy). Sempre in quel periodo, sull'onda del successo critico e commerciale del suo debutto, Marletta vince il premio Chez Mimì-Mia Martini. Il brano sanremese è inserito anche nella raccolta Super Sanremo '97, che sale alla seconda posizione della classifica italiana e viene poi inserito nella Top 30 dei dischi più venduti del 1997.
Nel 1999 Marletta partecipa all'incisione del singolo di beneficenza "Un'onda nel mare", allegato a Il Mattino di Napoli, a fianco di artisti del calibro di: Peppino di Capri; Il Giardino dei Semplici; Enzo Gragnaniello; Tullio De Piscopo; Gigi D'Alessio e molti altri.
Dopo anni di concerti in giro per l'Italia, nel 2000 lancia il singolo "I colori di Paola", pubblicato dalla EMI Italiana. Nel 2002, come parte del gruppo Bandora, pubblica un DVD contenente il filmato dello spettacolo che insieme portano in tour: Verso sud – Napoli in musica e parole. Segue una lunga pausa dalle scene.
L'album del suo definitivo ritorno, Il Mago, viene finalmente pubblicato il 10 novembre del 2012. Il disco rivela la maturazione definitiva dell'artista. I brani che riscuotono maggiore risonanza sono "Anni" e "L'uomo invisibile", specialmente su YouTube. Il songwriting è, come sempre, opera di Caliendo e Marletta. Nell'album, è contenuto anche il brano "Sempre", che vede Marletta duettare con Giada Caliendo.
È morto nel 2016, all'età di 47 anni.

## Discografia

### Album
- 1997 - Innamorarsi è (Gipsy/Virgin Records)
- 2012 - Il Mago (Officine della Musica/N.M.Project)

### Singoli
- 1996 - I poeti non cambiano
- 1997 - Innamorarsi è
- 2000 - I colori di Paola/On The Road (EMI Italiana)[5]

## Videografia
- 2002 - Verso sud - Napoli in musica e parole (DVD autoprodotto)